# Алборз (остан)
 Тази статия е за провинцията в Иран.  За планината в Иран вижте Алборз.  
Алборз (на персийски: البرز) е провинция в Иран с площ 5122 km² и население 2 712 400 души (2016). Административният център на провинцията е Карадж, намира се на 20 km от Техеран и е пети по големина град на Иран.

## История
Алборз е 31-вата провинция на Иран и е образувана чрез отделяне на част от провинцията Техеран. Официално тази административно-териториална единица е утвърдена от парламента на страната на 23 юни 2010 г.

## География
Алборз е с площ 5122 km²  и е един от най-малките по размер провинции на Иран. Намира се в северозападната част на Иран, в подножието на едноименната планинска верига Алборз и граничи с провинциите Техеран, Мазандаран, Казвин и Маркази.
Планините се намират в северните и северозападните райони на провинцията, по-големите реки са Карадж и Талеган.
Климатът на провинцията е разнообразен: на север се определя от планините, на юг е под влияние на пустините. Валежите са основно през зимния сезон, средните годишни количества са около 250 mm. Разнообразието на релефа и климата обуславят богат растителен и животински свят. 

## Административно деление
Провинцията Алборз има 6 шахрестана. Всеки шахрестан е разделен на бахши, общият им брой в провинцията е 12.
- Карадж – административен център град Карадж
- Назарабад – административен център град Назарабад
- Саводжболак – административен център град Хащгерд
- Талеган – образуван през 2010 г. [4], административен център град Талекан
- Ещехард – образуван през 2012 г. се [5], административен център град Ещехард
- Фардис – образуван през 2013 г. [6], административен център град Фардис

## Население
Съгласно националното преброяване през 2016 г. населението на провинцията Алборз е 2 712 400 души, като почти изцяло е концентрирано в градовете (93%). В периода между 2011 г. и 2016 г. средният годишен прираст на населението е 2,37%. 92% от населението на Алборз е грамотно (възрастова група над 6 г.).  Етническият състав е разнообразен – преобладават иранци (47%) и турци (36,1%), а по-многобройните малцинствени групи са на лури (3,2%) и араби (0,6%).